# فرانك يوجين لوتز
فرانك يوجين لوتز (بالإنجليزية: Frank Eugene Lutz)‏ هو عالم حشرات أمريكي، ولد في 15 سبتمبر 1879 في بلومسبورغ في الولايات المتحدة، وتوفي في 27 نوفمبر 1943.